# Género chico
Género chico – hiszpańska komediowa forma muzyczno-dramatyczna.
Gatunek ten zwykle traktowany jest jako odmiana zarzueli, aczkolwiek w szerszym znaczeniu mogła to być też prosta komedia muzyczna czy parodia teatralna ze śpiewem. Przedstawienie género chico składało się zasadniczo z jednego aktu w trzech częściach: odsłony wprowadzającej w akcję, intermedium muzycznego i oraz końcowej odsłony zawierającej kluczowe sceny przedstawienia. Bohaterami przestawień były stereotypowe postacie reprezentujące charakterystyczne typy i często posługujące się językiem potocznym. Género chico największą popularnością cieszyło się w drugiej połowie XIX wieku. Muzykę do przedstawień tego rodzaju tworzyli m.in. kompozytorzy Tomás Bretón i Ruperto Chapí.